# Tauro Clementino Armonio Clementino
Flavio Tauro Clementino Armonio Clementino (latino: Flavius Taurus Clementinus Armonius Clementinus; fl. 513) è stato un politico bizantino, console nel 513.

## Biografia
Clementino discendeva da una potente famiglia: il suo bisnonno Flavio Tauro era salito nell'amministrazione romana da umili origini, divenendo console nel 361; suo nonno fu Aureliano, console nel 400; suo padre era il console del 428 Flavio Tauro
Divenne console nel 513; al Museo di Liverpool è conservato un dittico consolare in avorio, prodotto in questa occasione: Clementino vi è raffigurato su entrambe le tavolette (identiche), seduto, affiancato dalle personificazioni di Roma e Costantinopoli, sovrastato dai ritratti dell'imperatore Anastasio I e di sua moglie Ariadne.